# دائرة العناصر الموزعة

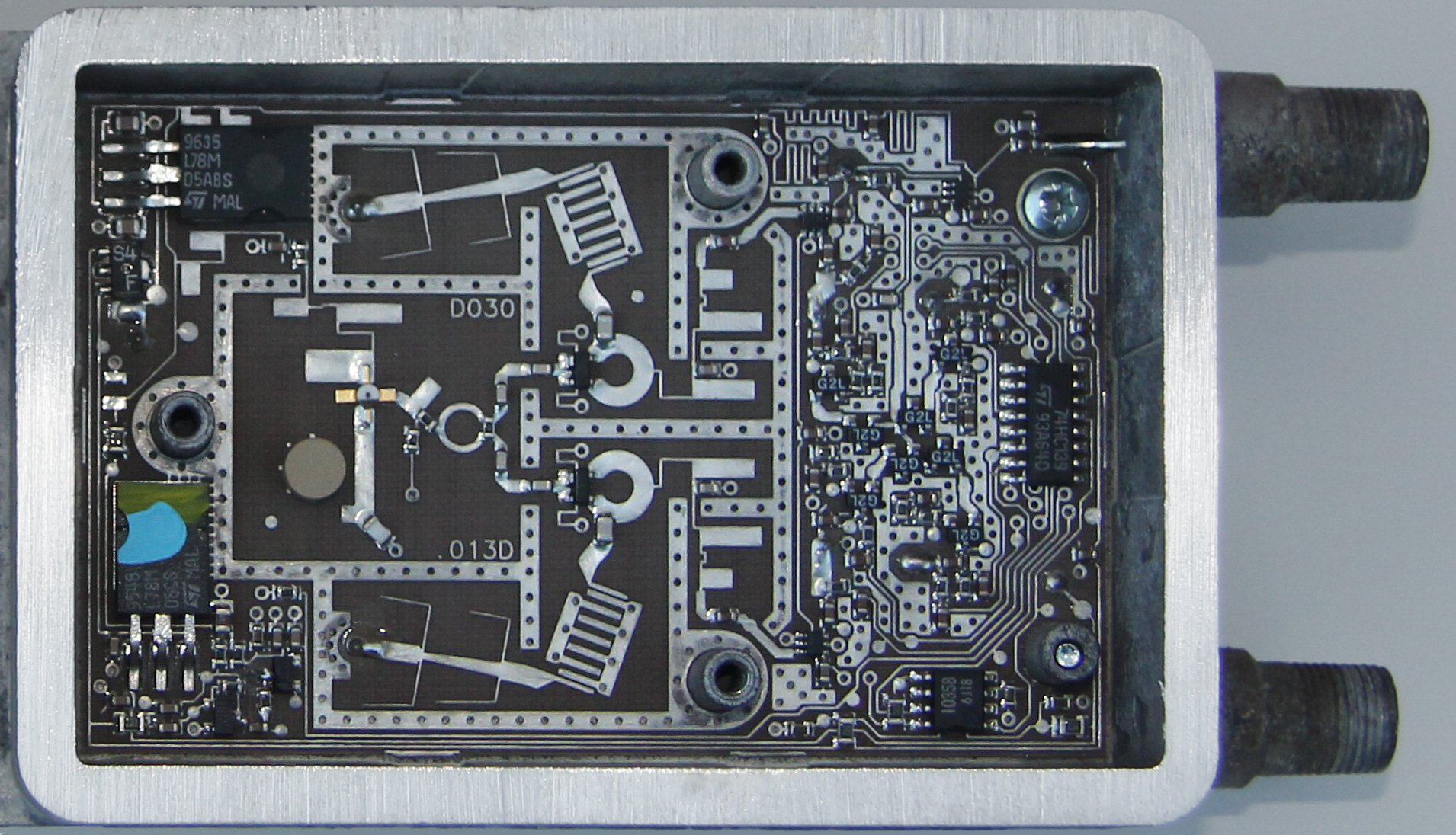
لوحة دائرة محول كتلة القنوات التلفزيونية الفضائية

دوائر العناصر الموزعة (بالإنجليزية: Distributed-element circuit)‏ هي دوائر كهربائية تتكون من أطوال و خطوط نقل و مكونات أخرى موزعة داخل الدائرة. تؤدي هذه الدوائر نفس وظائف الدوائر التقليدية المكونة من مكونات خاملة، مثل المكثفات و المحاثات و والمحولات.
يتم استخدامها في الغالب على ترددات الموجات الصغرية، حيث يصعب أو يتعذر عمل الدوائر التقليدية على هذة الترددات.
تتكون الدوائر التقليدية من مكونات فردية يتم تصنيعها بشكل منفصل ثم يتم توصيلها مع من خلال وسيلة توصيل. اما دوائر العناصر الموزعة يتم تصنيعها وتوصيلها عن طريق تشكيل الوسط نفسه في أنماط محددة. تتمثل الميزة الرئيسية لدارات العناصر الموزعة في أنه يمكن إنتاجها بسعر رخيص مثل لوح الدوائر المطبوعة للمنتجات الاستهلاكية، مثل تلفزيون الأقمار الصناعية. وهي مصنوعة أيضا في المحور و الدليل الموجي لصيغ التطبيقات مثل الرادار، الاتصالات عبر الأقمار الصناعية، و صلات الميكرويف.